# Фронтали, Рафаэле
Рафаэле Фронтали (итал. Raffaele Frontali; 1849, Фаэнца — 1916, Пезаро) — итальянский скрипач и музыкальный педагог.
Учился у Роберто Феррони, затем в Болонском музыкальном лицее у Карло Верарди (изучал также композицию у Леониды Бузи), после чего совершенствовал своё мастерство в Берлине под руководством Йозефа Иоахима. Концертировал в Италии, Германии, Франции и Англии. С 1877 года преподавал в Венецианском музыкальном лицее, где среди его учеников был Франческо Гварньери; в 1882 году принимал в лицее Рихарда Вагнера и вместе с ним работал с лицейским оркестром над возобновлением юношеской вагнеровской симфонии до мажор после 50-летнего перерыва. С 1884 года профессор Музыкального лицея Пезаро, с 1897 года также концертмейстер оркестра, созданного при лицее его новым директором Пьетро Масканьи. В Пезаро также играл в составе фортепианного трио (с Марио Витали и Элиджио Кремонини).
Имя Фронтали носит улица в его родном городе (итал. Via Raffaele Frontali).